# 联合国安全理事会第2774号决议
联合国安全理事会第2774号决议于2025年2月24日通过。这是俄罗斯入侵乌克兰以来首个获通过的非程序性决议，此前的多项提案因俄罗斯反对而未能通过。

## 背景
该决议由美国提出，并得以通过，部分原因是一个月前唐納·川普就任美国总统后，俄美关系有所改善。美国代表多萝西·谢伊表示，该决议的目标仅是鼓励结束战争；然而，欧洲国家批评其缺乏对俄罗斯的批评，也未明确支持乌克兰的领土完整。该决议的通过显示出美国与乌克兰及其欧洲盟友之间的裂痕加深。
与该决议内容相似，并经过欧洲成员国修订的聯大第十一屆緊急特別會議决议草案在同日早些时候通过。自2022年以来，联合国大会在第十一届紧急特别会议框架下已召开了20多次全体会议，并在过去几年中多次休会和复会。

## 文本
安全理事会，
哀悼整个俄罗斯联邦-乌克兰冲突期间的悲惨生命损失，
重申《联合国宪章》所表达的联合国主要宗旨是维护国际和平与安全以及和平解决争端，
呼吁迅速结束冲突，并进一步敦促乌克兰和俄罗斯联邦之间达成持久和平。

## 表决
| 赞成 (10)                                             | 弃权 (5)                               | 反对 (0) |
| ----------------------------------------------------- | -------------------------------------- | -------- |
| 阿尔及利亚 · 中國 · 巴基斯坦 · 巴拿马 · 俄羅斯 · 美国 | 丹麦 · 法國 · 希腊 · 斯洛維尼亞 · 英国 |          |